# Меланолевка
Меланолевка (Melanoleuca) — рід грибів родини Tricholomataceae. Назва вперше опублікована 1897 року.

## Поширення та середовище існування
В Україні зустрічаються:
- Melanoleuca brevipes
- Melanoleuca cognata
- Melanoleuca excissa
- Melanoleuca grammopodia
- Melanoleuca humilis
- Melanoleuca melaleuca - Меланоливка коротконога
- Melanoleuca strictipes
- Melanoleuca verrucipes

## Практичне використання
Повідомляється, що види меланолейки є їстівними. Найпоширенішими їстівними видами є Melanoleuca  alboflavida, Melanoleuca  cognata, Melanoleuca evenosa та Melanoleuca  melaleuca.

## Галерея

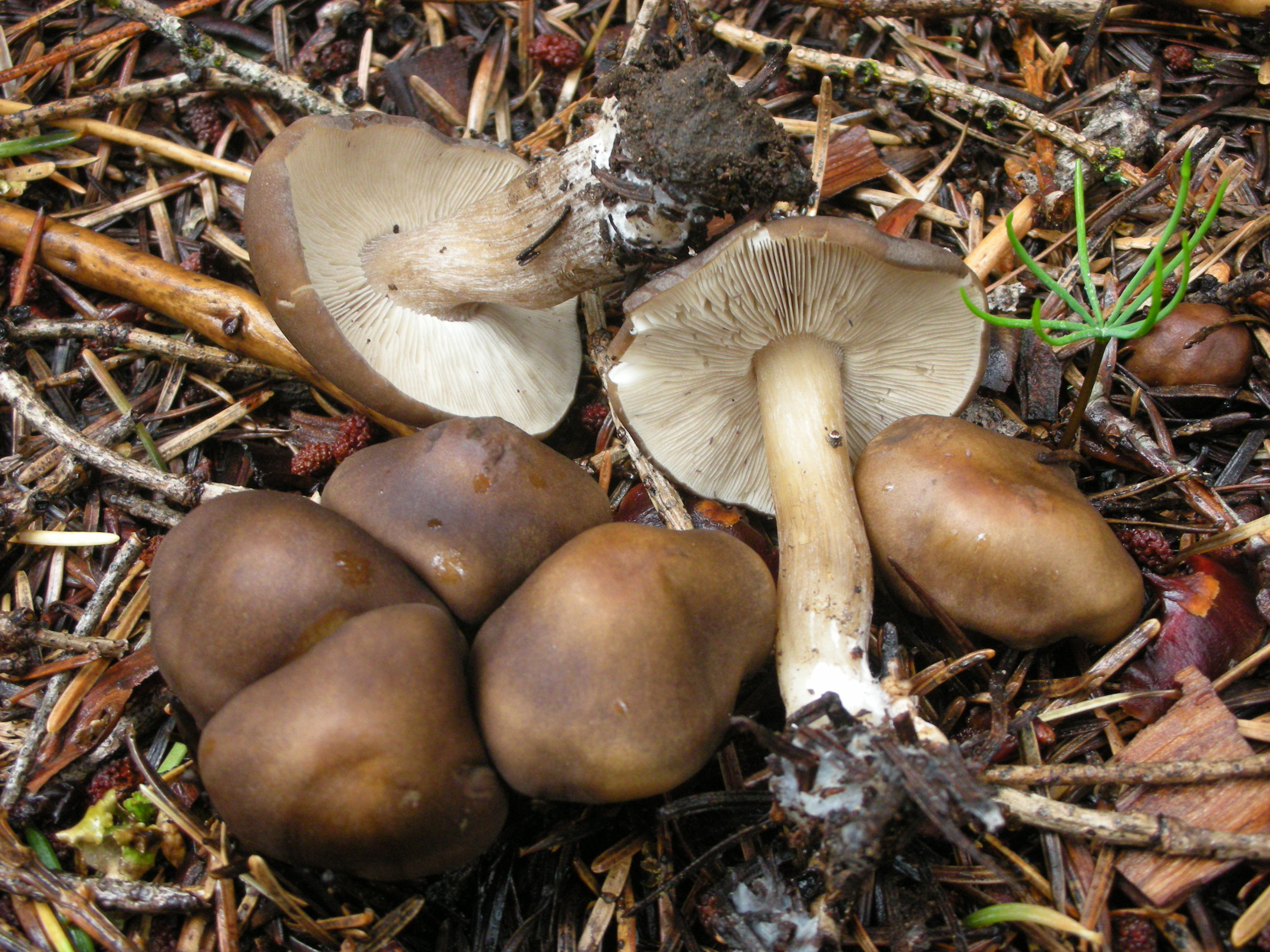
Melanoleuca angelisiana
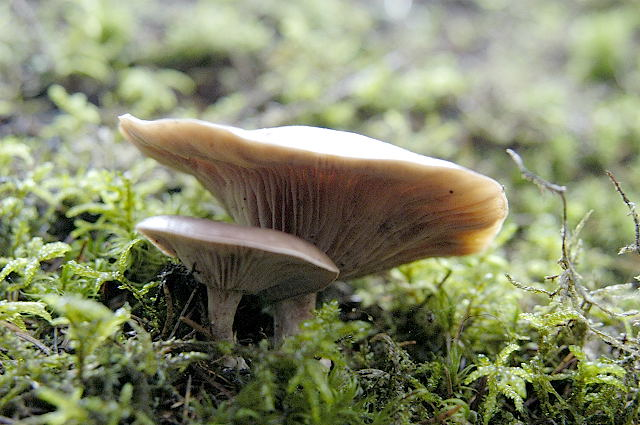
Melanoleuca brevipes
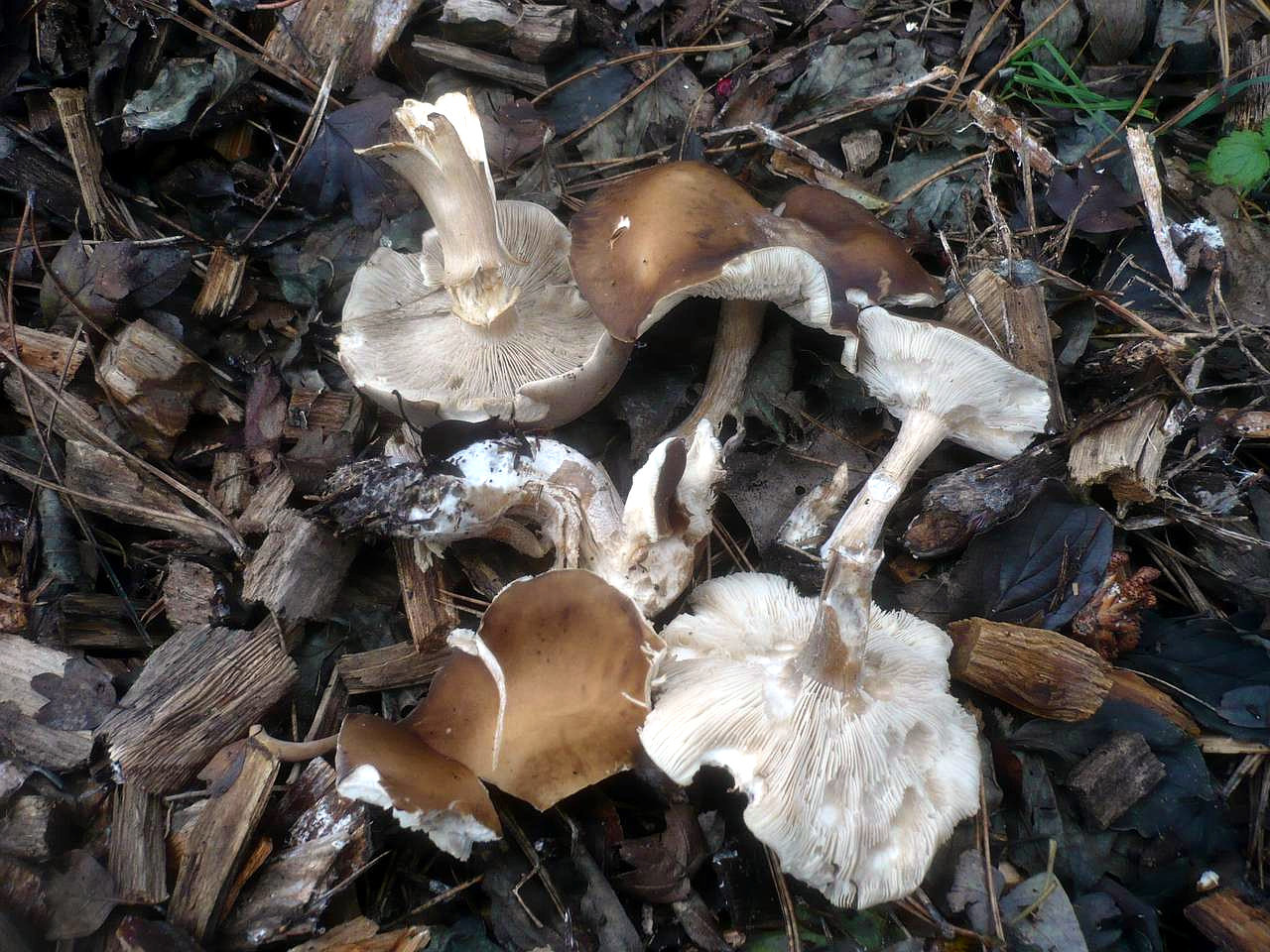
Melanoleuca melaleuca